# Roger-Yves Bost
Roger-Yves Bost, född den 21 oktober 1965 i Boulogne-Billancourt, är en fransk ryttare.
Han tog OS-guld i lagtävlingen i hoppning i samband med de olympiska tävlingarna i ridsport 2016 i Rio de Janeiro.